# لاست‌پدیا
لاست‌پدیا (به انگلیسی: Lostpedia) دانشنامه‌ای اینترنتی، در مورد سریال تلویزیونی لاست می‌باشد. این وب‌گاه از ۲۲ سپتامبر ۲۰۰۵ توسط کوین کروی راه‌اندازی شد. در این وب‌گاه از نرم‌افزار مدیاویکی استفاده می‌شود.